# Унгарска академия на науките
Унгарската академия на науките (УАН) (на унгарски: Magyar Tudományos Akadémia, MTA) е националната научна академия на Унгария. Базирана е в столицата Будапеща. Основана е на 3 ноември 1825 г. Активна роля за основаването на академията има унгарският политик, дипломат и предприемач Ищван Сечени, който дарява едногодишен приход от имуществото си, за да се създаде академията. Неговият пример е последван и от други. Сградата на УАН е в неоренесансов стил.